# Rabenliebe
Rabenliebe ist ein Roman des deutschen Schriftstellers Peter Wawerzinek, der im August 2010 veröffentlicht wurde. Zuvor hatte ein Auszug den Ingeborg-Bachmann-Preis 2010 gewonnen. In dem autobiografisch geprägten Roman beschreibt der Autor seine Kindheit in verschiedenen Kinderheimen der DDR, seine Adoption und die lange Suche nach der leiblichen Mutter.

## Inhalt
Zwei Jahre alt ist der Ich-Erzähler, als sich seine Mutter in den 1950er Jahren in den „Westen“ absetzt und ihn in einer verwahrlosten Rostocker Wohnung zurücklässt. Nachbarn finden ihn und seine Schwester, von der er erst zwölf Jahre später erfahren wird, und liefern sie als Sozialwaisen in ein Heim ein. Der Junge ist zurückgeblieben, spricht nicht, bis sich nach Jahren die Sprache in „Mama“-Ausrufen Bahn brechen wird. Die Vögel im Hof stehen ihm näher als die Menschen im Heim, wo er sich von professionellen Blicken immerfort untersucht, taxiert und analysiert fühlt. Es gibt aber auch die engelhaften Töchter der Heimleiterin, in deren Zimmer der Junge die ersten Jahre verbringen darf, bis der Wechsel in ein anderes Heim für ihn eine Vertreibung aus dem Paradies bedeutet. Eine Köchin versucht eine Weile, der Waise die Mutter zu ersetzen, doch ihr Mann, ein Busfahrer, lehnt Kinder kategorisch ab. Auch eine Adoption durch eine Handwerkerfamilie scheitert an der mangelnden nutzbringenden Tüchtigkeit des Kindes.
Mit zehn Jahren wird der Erzähler von einer Lehrerfamilie adoptiert, die er „Mutti“ und „Vati“ nennen muss, doch im Roman konsequent nur als „Adoptionsmutter“ und „Adoptionsvater“ bezeichnet. Die Adoptionsmutter ist beseelt von der Idee der Umerziehung des Heimkinds zu einem nützlichen Mitglied der Gesellschaft und untersagt jeden Kontakt zu den Freunden aus dem Heim. Der Junge lernt in der neuen Familie Schönschrift und Benimmregeln, doch keine Geborgenheit. Verbunden fühlt er sich einzig mit der Großmutter, die im Haushalt eine ähnliche, bloß geduldete Position einnimmt wie er selbst. Mit der Pubertät beginnt der Erzähler zu revoltieren und erklärt Malcolm X zu seinem Idol. Er verliebt sich, doch noch hat die Adoptionsmutter die Macht, ihm seine Liebschaften zu vermasseln. Erst auf dem Sterbebett, als der Sohn längst erwachsen ist, dämmert ihr die Erkenntnis, wie wenig mütterliche Wärme sie ihrem aufgezogenen Adoptivkind geben konnte.
Das Denken und Handeln des erwachsenen Erzählers wird immer mehr bestimmt von der Suche nach der leiblichen Mutter. Als er bei der NVA Dienst an der innerdeutschen Grenze leistet, plant er einen Fluchtversuch ins westdeutsche „Mutterland“, um sie aufzuspüren, der jedoch vereitelt wird. Nach der Wende ermittelt er den Wohnort der Mutter in Eberbach am Neckar. Doch er fürchtet die Begegnung ebenso, wie er sie ersehnt, und zögert sie lange unschlüssig hinaus. Als er der Mutter schließlich gegenübertritt, entsteht zwischen den beiden Fremden keinerlei Nähe. Die alte Frau wirkt kalt und herzlos; sie vermittelt ihrem Sohn weder die ersehnten Erinnerungen noch eine Rechtfertigung für ihre Tat. Erst nachdem ihre Kinder auftauchen, kommt es zwischen dem unbekannten „großen Bruder“ und seinen acht Halbgeschwistern noch zu einer Art Familienzusammenkunft. Der Erzähler akzeptiert am Ende die Mutterlosigkeit als Teil seiner selbst. Und er beginnt ein Buch über sein Lebensthema.

## Autobiografischer Hintergrund

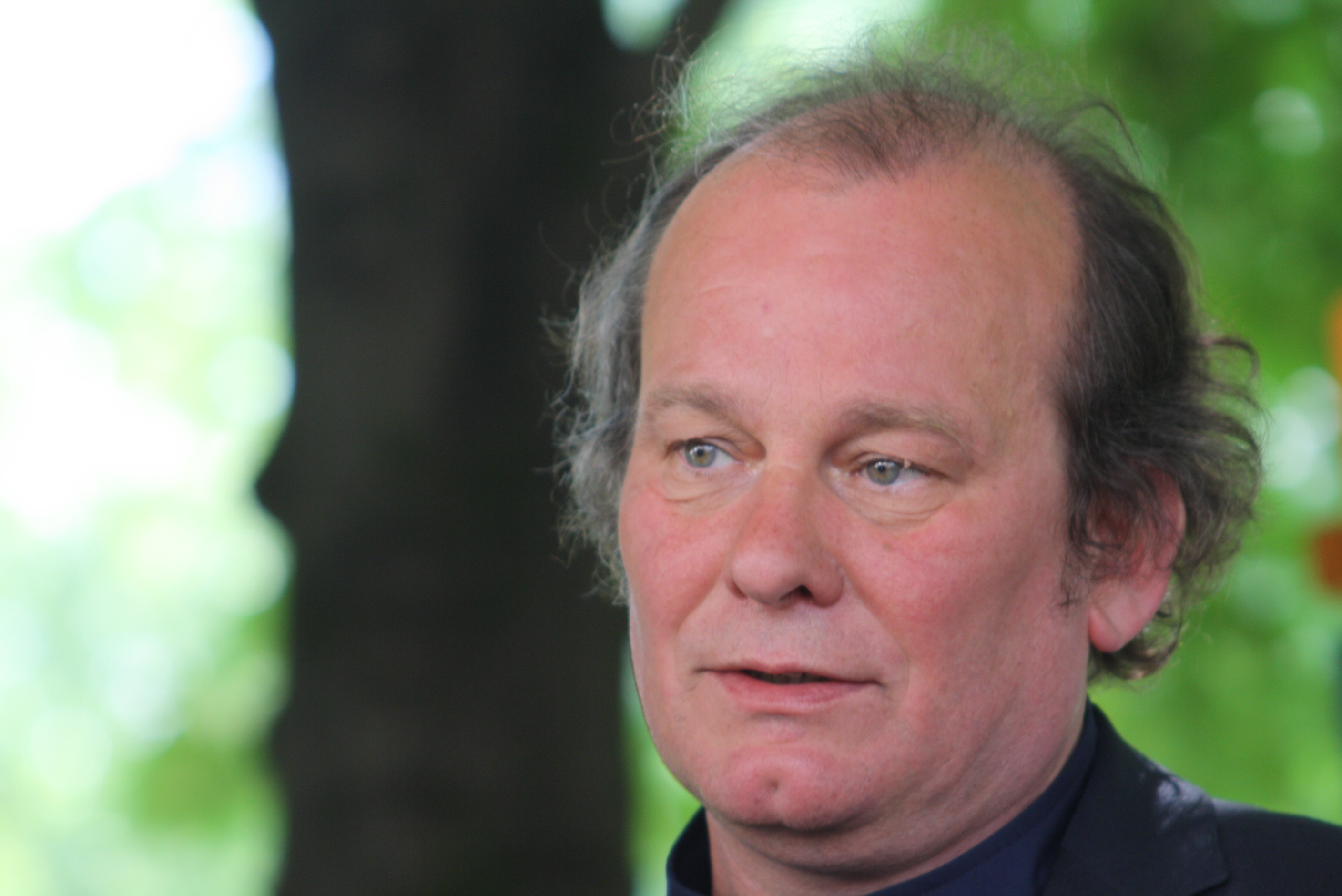
Peter Wawerzinek beim Ingeborg-Bachmann-Preis 2010.

Geboren als Peter Runkel wurde Wawerzinek selbst mit zwei Jahren von seinen Eltern in Rostock als Waise zurückgelassen, als diese in den Westen flohen. Von den Nachbarn gerettet, wuchs er in verschiedenen Kinderheimen auf, wurde schließlich adoptiert und nahm den Nachnamen der Adoptiveltern an. Das Thema seiner Kindheit begleitete Wawerzinek schon durch seine früheren Romane, durch Nix (1990), durch Moppel Schappiks Tätowierungen (1991) und Das Kind, das ich war (1994). Wawerzinek beschrieb: „Ich kann gar nichts anderes, als autobiografisch zu schreiben. Ich bin für mich die interessanteste Landschaft, in der ich immer noch in Regionen komme, die ich nicht kenne.“
Wawerzinek hatte lange gezögert, sich in großer Form an das Thema der Mutter, sein „eigenes größtes Thema, mein Lebensthema, mein Lebensschmerz“ zu wagen. Dabei wollte er zuerst statt eines Romans einen Tatsachenbericht schreiben, merkte dann aber, dass seine Erinnerungen eher über Sinne und Gefühle angeregt wurden statt über Befragungen von Zeitzeugen, so dass er sich am Ende für die Form des Romans entschied. In den Text sind verschiedene Nachrichten über vernachlässigte und misshandelte Kinder montiert, wodurch Wawerzinek beabsichtigte, sein Schicksal in Perspektive zu rücken, von seinem poetischen Text auf die reale Welt zu verweisen. So war es für Wawerzinek auch eine Motivation, die eigene Geschichte öffentlich zu machen, dass er durch sein exemplarisches Beispiel anderen Betroffenen Mut zu machen hoffte.

## Rezeption
Rabenliebe rief ein starkes und sehr unterschiedliches Echo in den deutschsprachigen Feuilletons hervor. Der Roman erreichte über 11 Wochen hinweg Platzierungen auf der Bestsellerliste von buchreport mit dem Höchstrang 21. Die Kritikerwahl der SWR-Bestenliste platzierte den Roman im Oktober 2010 auf Rang 4. Er wurde auf die Shortlist des Deutschen Buchpreises 2010 aufgenommen.
Bei den Tagen der deutschsprachigen Literatur 2010 gewann ein Auszug des Romans unter dem Titel Ich finde dich/Rabenliebe den Ingeborg-Bachmann-Preis 2010 sowie den Publikumspreis. In der Diskussion der Jury lobte Alain Claude Sulzer die „Reife“ und den „Erfahrungshintergrund“ des Textes. Hildegard Elisabeth Keller entdeckte „Glut und Herzschlag“ im Text, den Karin Fleischanderl hingegen unter „Kitschverdacht“ stellte. Hubert Winkels urteilte: „Seine krude, harte Form macht den Text intensiv“, monierte aber auch die Verbindung der „heterogenen Momente“, wobei Meike Feßmann die unterschiedlichen Textsorten „sprachlich reich und vielschichtig“ fand.

## Bearbeitungen
Rabenliebe erschien im Argon Verlag als Hörbuch, gelesen von Michael Rotschopf, auf 9 CDs (Gesamtspielzeit ca. 8,5 Stunden) und als Liveaufnahme einer Lesung des Autors in Ausschnitten (Gesamtspielzeit 2,5 Stunden).
Die Bühnenfassung von Rabenliebe, bearbeitet von Armin Petras und Felicitas Zürcher, wurde am 3. Oktober 2015 am Staatsschauspiel Dresden unter der Regie von Simon Solberg uraufgeführt. Darsteller waren Christine Hoppe, Torsten Ranft, Nele Rosetz, Lea Ruckpaul, Sabine Waibel und als Musiker Miles Perkin.

## Ausgaben
- Peter Wawerzinek: Rabenliebe. Galiani, Berlin 2010, ISBN 978-3-86971-020-4.
- Peter Wawerzinek: Rabenliebe. btb, München 2012, ISBN 978-3-442-74265-3.
- Peter Wawerzinek: Rabenliebe. Autorisierte Lesefassung. Gelesen von Michael Rotschopf. Argon, Berlin 2011, ISBN 978-3-8398-1090-3.
- Peter Wawerzinek: Rabenliebe. Live-Mitschnitt der Autorenlesung im Maxim-Gorki-Theater Berlin. Argon, Berlin 2011, ISBN 978-3-8398-1114-6.
- Peter Wawerzinek: Rabenliebe. Künstlerbuch mit 9 Siebdruckgrafiken von Klaus Zylla. Edition Rothahn 2010, in einer Auflage von 35 nummerierten und signierten Exemplaren im bedruckten Schuber.

## Rezensionen
- Susanne Beyer: Das Kind im Gespensterwald. In: Der Spiegel vom 16. August 2010.
- Ulrich Greiner: Der Schrei nach der Mutter. In: Die Zeit vom 23. August 2010.
- Sandra Kegel: Einer fiel aus dem Rabennest. In: Frankfurter Allgemeine Zeitung vom 2. Oktober 2010.
- Dirk Knipphals: Das Unverfügbare. In: die tageszeitung vom 18. September 2010.
- Jörg Magenau: „Rabenliebe“: Der neue Roman von Peter Wawerzinek. In: Der Tagesspiegel vom 18. August 2010.
- Samuel Moser: Ein hautloser Mensch. In: Neue Zürcher Zeitung vom 19. Oktober 2010.
- Lothar Müller: Der Tanz um den Schandpfahl. In: Süddeutsche Zeitung vom 4. September 2010.
- Hajo Steinert: In „Rabenliebe“ pfeift Wawerzinek auf seine Mutter. In: Die Welt vom 20. August 2010.
- Jürgen Verdofsky: In mutterloser Welt allein. In: Frankfurter Rundschau vom 18. August 2010.